# توبرخن
توبرگن (به هلندی: Tubbergen) یک سکونتگاه مسکونی در هلند است که در افریسل واقع شده‌است.

## خصوصیات
توبرگن ۱۴۷٫۴۰ کیلومترمربع مساحت و ۲۰٬۷۲۲ نفر جمعیت دارد.